# لوسین گرینج
لوسین گرینجه (به انگلیسی: Lucian Grainge) (زاده ۱۹۶۰) کارآفرین، بازرگان و مدیر ارشد اجرایی آمریکایی-بریتانیایی است، که در حال حاضر به‌عنوان مدیر عامل اجرایی و رییس هیئت مدیره یونیورسال میوزیک گروپ فعالیت می‌کند.